# Reg Presley
Pour les articles homonymes, voir Presley (homonymie).
Reg Presley de son vrai nom Reginald Maurice Ball, est un auteur-compositeur-interprète anglais né le 12 juin 1941 à Andover (Hampshire, Angleterre) et mort le 4 février 2013 dans cette même ville. Il est principalement connu en tant que leader du groupe de rock The Troggs.

## Biographie
Reginald Maurice Ball voit le jour au 17 Bellevue Road, à Andover, dans le Hampshire. Il est le fils d'Ernest William Ball, chauffeur routier, et de son épouse Ivy Grace Peckham. Après ses études à l'école secondaire moderne d'Andover, il devient maçon. À côté de son travail, il joue de la guitare basse dans un groupe de rock local, The Troggs, dont il devient par la suite le chanteur.
Managés par Larry Page, les Troggs signent chez CBS Records et rencontrent le succès en 1966 avec leur deuxième 45 tours, Wild Thing, une chanson de Chip Taylor sur laquelle Reg Ball joue un solo d'ocarina. La chanson se classe no 2 des ventes a Royaume-Uni et no 1 aux États-Unis. C'est à cette période que Reg Ball adopte le pseudonyme de « Reg Presley » sur une suggestion du journaliste Keith Altham. Le single suivant des Troggs, With a Girl Like You, est écrit et composé par Presley. C'est un nouveau succès, qui devient le premier et le seul no 1 du groupe dans leur pays d'origine.
La carrière des Troggs décline après 1967. Leur enregistrement le plus connu des années 1970 est The Troggs Tapes (en), un bootleg sur lequel les membres du groupe s'invectivent copieusement alors qu'ils essaient de jouer une chanson. Presley se retrouve en cessation de paiements en 1979, mais il conserve les droits sur quelques-unes des chansons dont il est l'auteur. Grâce à cela, il devient millionnaire lorsqu'une reprise de Love Is All Around par le groupe Wet Wet Wet devient un tube après son inclusion dans le film Quatre mariages et un enterrement, en 1994.
Dans les années 1990, Reg Presley commence à s'intéresser au paranormal, en particulier les cercles de cultures et les OVNI. L'argent de ses royalties lui permet de financer ses recherches à ce sujet. Il publie un livre sur le paranormal en octobre 2002 intitulé Wild Things They Don't Tell Us,.

## Vie privée
Reg Presley se marie le 24 mars 1962 avec Brenda Gwendoline Taylor, une employée de banque. Ils ont deux enfants, une fille et un fils.
Le 24 janvier 2012, il annonce qu'il est atteint d'un cancer des poumons, maladie contre laquelle il lutte jusqu'à sa mort, le 4 février 2013, à l'âge de 71 ans. Son corps est incinéré au crématorium de Basingstoke.